# 25 Phocaea
A 25 Phocaea a Naprendszer kisbolygóövében található aszteroida. Jean Chacornac fedezte fel 1853. április 6-án.